# (20173) 1996 XO19
1996 أكس أو 19 (ويعرف أيضًا باسم (20173) 1996 أكس أو 19 وفق تسمية الكوكب الصغير) (بالإنجليزية: 1996 XO19)‏؛ هو كويكب ضمن حزام الكويكبات.
اكتُشف هذا الجُرم الفلكي بواسطة تاكاو كوباياشي في 8 ديسمبر 1996، وترتيبه 20173 من حيث الاكتشاف.

## الوصف
اكتُشف 201731996XO في 8 ديسمبر 1996 في مرصد أويزومي الفلكي، الواقع في أويزومي، محافظة غونما في اليابان، بواسطة عالم الفلك الياباني تاكاو كوباياشي. وقد رصد المشروع 1,571 مشاهدة للكويكب إلى غاية 5 فبراير 2022 بتوقيت منطقة المحيط الهادئ، أي في مدة قدرها 10,634 يومًا (29.1 عام). تستغرق الفترة المدارية للكويكب 1,510 يومًا (4.1 عام).

## الخصائص المدارية
يتميز مدار هذا الكويكب بنصف محور رئيسي يبلغ 2.57 وحدة فلكية، وحضيض قدره 2.13 وحدة فلكية، وانحراف قدره 0.173 وزاوية ميلان 4.73 درجة بالنسبة لمسار الشمس. بسبب هذه الخصائص، أي نصف المحور الرئيسي بين 2 و3.2 وحدة فلكية وحضيض أكبر من 1,666 وحدة فلكية، يُصنف هذا الجُرم الفلكي وفقًا لقاعدة بيانات مختبر الدفع النفاث لأجرام النظام الشمسي الصغيرة كائنًا من حزام الكويكبات الرئيسي.

## الخصائص الفيزيائية
يُقدر القدر المطلق (H) لـ201731996XO بـ14.72 ووضاءته بـ0.340، مما يمكِّن تقدير قطره بـ 2.868كم. استُخلصت هذه النتائج بفضل ملاحظات مستكشف الأشعة تحت الحمراء عريض المجال (WISE)، وهو مرصد فضائي أمريكي وُضع في المدار في عام 2009 ويراقب السماء بأكملها بالأشعة تحت الحمراء، في عام 2011، نُشرت النتائج الأولى المتعلقة بالكويكبات من الحزام الرئيسي.

## وصلات خارجية
- (20173) 1996 XO19 في قاعدة بيانات مختبر الدفع النفاث لأجرام النظام الشمسي الصغيرة

- الاكتشاف · مخطط المدار ·  العناصر المدارية · المعلمات المادية

- (20173) 1996 XO19 على موقع ويكي سكاي: DSS2, SDSS, GALEX, IRAS, Hydrogen α, X-Ray, Astrophoto, Sky Map, Articles and images